# Gai Cassi Longí (cònsol 124 aC)
Gai Cassi Longí (llatí: Caius Cassius C. F. C. N. Longinus) va ser un magistrat romà. Era fill del cònsol del 171 aC Gai Cassi Longí. Formava part de la gens Càssia, i de la branca dels Cassi Longí, d'origen plebeu.
L'any 124 aC va ser elegit cònsol amb Gai Sexti Calví, segons diuen els Fasti. Eutropi diu que el seu col·lega va ser Gai Domici Calví, i que van fer la guerra contra Bituitus, però les dues referències són errònies.